# Гамель, Иосиф Христианович
Иосиф Христианович Гамель (нем. Karl Joseph Hamel; 1788—1862) — российский учёный, химик-технолог; доктор медицины (1813), ординарный академик Петербургской академии наук (1829; член-корреспондент с 1813). Действительный статский советник.

## Биография
Карл Йозеф Гамель (нем. Karl Joseph Hamel) родился 30 января (10 февраля) 1788 года в немецкой колонии Сарепта Царицынского уезда Саратовского наместничества, где его отец, Христиан Гамель, был полицмейстером; мать — Мария Магдалина, урождённая Витт.
В 1807 году поступил в Санкт-Петербургскую Медико-хирургическую академию, в которой обучался за счет сарептской общины. В период обучения в академии, в 1809 году, будучи студентом, был избран корреспондентом Императорского Вольного экономического общества, неоднократно награждался золотыми медалями этого общества, а 10 февраля 1810 года за изобретённую им электрическую машину был награждён императором Александром I золотыми часами. В мае 1811 года был избран действительным членом Императорского Вольного экономического общества. 20 июня того же года окончил Медико-хирургическую академию с золотой медалью и званием лекаря. Был оставлен в Медико-хирургической академии, для повторения гальвано-химических опытов Г. Дэви.
6 марта 1812 года был командирован для секретного исследования в село Лучинец Каменец-Подольской губернии, где пробыл до 20 апреля. После начала Отечественной войны с 15 сентября 1812 года помогал больным и раненым в Санкт-Петербургском военном госпитале.
В 1813 году: 13 апреля защитил диссертацию и стал доктором медицины; 26 мая получил чин коллежского асессора; 15 июня для продолжения образования был командирован Министерством внутренних дел в Великобританию; 23 июня был избран корреспондентом Санкт-Петербургской Медико-хирургической академии, а 4 августа — членом Московского Императорского Общества испытателей природы.
В Великобритании он изучал прикладные науки, производил различные технические эксперименты. Познакомился с Г. Дэви и В. Алленом — подвижниками системы взаимного обучения. Гамель увлекся этой системой и даже опубликовал книгу «Der gegenseitige Unter-richt Geschichte seiner Einfuhrung und Ausbreitung durch Dr. J. Lancaster und andere» (Paris, 1818).
Проводил опыты с лампой Дэви в каменноугольной копи, где находилось много воспламеняющегося газа. У берегов Ирландии опускался на дно моря в водолазной машине. Был одним из первых, кто обратил внимание на действие давления на барабанную перепонку. В сентябре 1814 года, подробно ознакомившись с технологией литографии Томаса Баркера в Бате, Гамель публикует в России статью, где подробно излагает технологический процесс и указывает на возможность больших тиражей, как на одно из главных преимуществ данной технологии.
Сопровождал великого князя Николая Павловича (будущий царь Николай I) во время его путешествия по Великобритании а 9 мая 1817 года был пожалован в чин надворного советника. Во время этого путешествия получил звание почётного гражданина шотландского города Перт (10.08.1818), а по окончании путешествия (в сентябре 1818) был награждён бриллиантовым перстнем; 25 октября 1818 года получил орден Св. Анны 2-й степени; 15 ноября 1818 года награждён бриллиантовым перстнем императрицей Марией Фёдоровной.
В августе 1820 года Гамель пытался взойти на гору Монблан, взяв с собой двух английских студентов и изобретателя нового типа барометра. Группа Гамеля, состоящая из четырёх приезжих и двенадцати местных проводников, начала восхождение, но попала под снежную лавину. Трое проводников погибли. Это происшествие описал Александр Дюма, который встречался со швейцарскими гидами в Шамони через несколько лет после трагедии. По словам Дюма, Гамель поднимался на Монблан по указанию русского императора для проведения метеорологических наблюдений. В рассказе Дюма, ставшего широко известным, на первый план поставлено противостояние главного гида и заказчика, доктора Гамеля. Гид всё время убеждал его повернуть назад, но тот был жёсток и непреклонен. В финале рассказа шокированный Гамель слышит от своего плачущего проводника: «Вот это то, чего Вы добивались, месье!» Дело имело большой резонанс по Европе, король Сардинии личным распоряжением выделил пенсии семьям погибших, а Россия была представлена в не самом выгодном свете. После трагедии на Монблане Гамель вернулся на родину.
После возвращения в Россию Гамель был откомандирован в 1821 году «для обозрения» фабрик и мануфактур в пяти губерниях, порученных надзору генерал-губернатора А. Д. Балашова.
14 марта 1829 года был избран ординарным академиком Петербургской академии наук по технологии и химии, приспособленной к искусствам и ремёслам.
В 1834 году содействовал Ф. Герстнеру в получении разрешения на строительство Царскосельской железной дороги (первой железной дороги в России).
Был произведён 17 апреля 1838 года в чин действительного статского советника.
В 1839 году академик И. Х. Гамель отправился в Англию. Там он познакомился с Г. Ф. Тальботом (Толботом) и его изобретением — калотипией. В мае—июне 1839 года Гамель прислал в Петербург снимки с описанием способа Тальбота. Затем прислал аппарат и снимки по способу Ж. Н. Ньепса (гелиография) и Л. Дагера (дагеротипия). В Париже от сына Ж. Н. Ньепса получил 160 документов по истории изобретения фотографии — письма Нисефора Ньепса, Дагера, Исидора Ньепса и других.
Работая в музее Ашмола в Оксфорде, Гамель обнаружил уникальную рукопись, в которой описывалось путешествие по России в 1618 году, посланника сэра Дадли Диггса, отправленного английским королём Яковом I к царю Михаилу Фёдоровичу в качестве английского посла. Также в Бодлеевой библиотеке в Оксфорде среди бумаг члена посольства Диггса — Ричарда Джемса — академик Гамель нашёл «книжечку» (из пяти тетрадей), где, помимо всего прочего, были записаны шесть лиро-эпических русских песен. Большую часть тетрадей Джемса занимал составленный им словарь-дневник (первый в истории русско-английский словарь), заметки о стране, нравах и обычаях. В настоящий момент эта рукопись утрачена.
Кроме того прислал в Петербургскую академию наук отливки из гипса костей вымерших птиц динорнис и дронта, а также ихтиолиты, обнаруженных им самим на севере Шотландии.
В 1844 году посетил Парижскую выставку. В 1849 году участвовал в организации мануфактурной выставки в Санкт-Петербурге, благодаря чему был назначен членом мануфактурного совета (1849) и членом Лондонской выставки 1850 года. В 1851 году посетил Лондонскую всемирную выставку, а также выставки в Дублине и Нью-Йорке. По инициативе Гамеля Лондонская комиссия о патентах отправила в Россию полную коллекцию патентованных в Великобритании изобретений с 1617 года.
В 1853 году Иосиф Гамель был направлен Министерством народного просвещения в Америку для ознакомления с состоянием науки и в особенности с «системой телеграфических сообщений посредством гальванического тока на суше и через моря и реки». Представление на Иосифа Христиановича было передано для утверждения царю Николаю I, на котором тот написал:

Согласен: но обязать его секретным предписанием отнюдь не сметь в Америке употреблять в пищу человеческое мясо, в чём взять с него расписку и мне представить.
На что Гамелю пришлось представить царю следующую расписку:

Я, нижеподписавшийся, во исполнение объявленного мне в секретном предписании Господина Товарища Министра Народного просвещения от сего числа Высочайшего Государя Императора повеления дал сию собственноручную подписку в том, что во время предстоящего путешествия моего в Америке я никогда не посмею употреблять в пищу человеческое мясо.
— Академик, действительный Статский Советник Иосиф Гамель. С.-Петербург, 24 апреля 1853 года
В 1856 году вернулся в Россию. Занимался историей телеграфа (доказывал, что электромагнитный телеграф был изобретён российским подданным бароном П. Л. Шиллингом).
Скончался 22 сентября 1862 года в Лондоне. Большую часть своего состояния завещал сарептской школе. В 1863 и 1868 годах его племянник и наследник В. Гамель передал большинство собранных им документов по истории фотографии в библиотеку Петербургской академии наук.

## Членство в академиях и научных обществах
- 4 декабря 1809 года — член-корреспондент Императорского Вольного экономического общества;
- 13 мая 1811 года — действительный член Императорского Вольного экономического общества;
- 23 июня 1813 года — член-корреспондент Петербургской академии наук;
- 23 июня 1813 года — член-корреспондент Санкт-Петербургской Императорской Медико-Хирургической Академии;
- 4 августа 1813 года — член Московского Императорского Общества испытателей природы;
- 12 октября 1813 года — член Лондонского философского общества;
- 4 февраля 1814 года — почётный член Лондонского общества «для распространения методы взаимного учения»;
- 5 декабря 1815 года — член-корреспондент Шотландского общества любителей садоводства;
- 12 декабря 1815 года — член-корреспондент Шотландского Общества изыскателей древностей в Эдинбурге;
- 1 мая 1816 года — член Дублинского Кирванского химического общества;
- 20 ноября 1816 года — член-корреспондент Парижского общества для поощрения национальной промышленности;
- 6 марта 1817 года — почётный член Лондонского общества для распространения коровьей оспы;
- 23 апреля 1817 года — член Лондонского общества для поощрения фабричной промышленности;
- 15 ноября 1817 года — член Парижского общества «для распространения способа учения по методе Ланкастера»;
- 27 ноября 1817 года — член-корреспондент Императорского человеколюбивого общества в Санкт-Петербурге;
- 30 марта 1818 года — член-корреспондент Общества животного магнетизма в Париже;
- 16 декабря 1818 года — член-корреспондент Общества поощрения наук, художеств и фабричной промышленности в г. Льеже;
- 1 марта 1820 года — член-корреспондент Общества испытателей природы во Франкфурте-на-Майне;
- 13 июня 1820 года — член-корреспондент Итальянского географического общества хозяйства и земледелия;
- 29 июня 1820 года — член Швейцарского (гельветического) общества испытателей природы;
- 1821 год — почётный член Йенского минералогического общества;
- 12 декабря 1821 года — член Императорского Вильненского общества медицины, хирургии и фармацевтических наук;
- 9 мая 1822 года — член Московского общества сельского хозяйства;
- 1825 год - Московское физико-медицинское общество
- 29 декабря 1828 года — входит в состав директоров Московского тюремного комитета;
- 14 марта 1829 года — ординарный академик Петербургской академии наук по технологии и химии, приспособленной к искусствам и ремёслам;
- 1839 - Академия сельского хозяйства и торговли в Париже;
- 1839 - Политехническое общество в Париже;
- 1840 - Королевское общество земледелия, Англия;
- 1843 - Королевское общество норвежских древностей, Копенгаген;
- 1849 год — член Мануфактурного совета;
- Декабрь 1850 года — член комитета правления Императорской Академии наук, член комиссии, Высочайше учрежденной для наблюдения за предварительными распоряжениями по поводу Лондонской всемирной выставки мануфактурных и промышленных произведений.
- 10 февраля 1860 года — почетный член Императорской публичной библиотеки;
- 2 марта 1860 года — действительный член Императорского русского географического общества.

## Награды
- Золотые часы от императора Александра I за изобретенную электрическую машину (10 февраля 1810 года).
- Золотая медаль Императорской Медико-Хирургической Академии (20 июня 1811 года).
- Бриллиантовый перстень от великого князя Николая Павловича (будущий царь Николай I) (май 1817 года).
- Бриллиантовый перстень от великого князя Михаила Павловича (1818).
- Золотая табакерка от великой княжны Марии Павловны (1818).
- Орден Святой Анны второй степени (25 октября 1818 года)[6].
- Бриллиантовый перстень от императрицы Марии Фёдоровны (15 ноября 1818 года).
- Золотая табакерка от великого князя Михаила Павловича за сочинение труда о ланкастерской системе обучения (29 декабря 1818 года).
- Бриллиантовый перстень от французского короля Людовика XVIII за сочинение труда о ланкастерской системе обучения (19 июня 1819 года).
- Бриллиантовый перстень от саксонского короля Фридриха Августа I за сочинение труда о ланкастерской системе обучения (20 декабря 1819 года).
- Бриллиантовый перстень от короля Пруссии Фридриха Вильгельма III за сочинение труда о ланкастерской системе обучения (1819).
- Алмазный знак ордена Святой Анны второй степени (2 сентября 1826 года).
- Орден Святого Владимира четвертой степени (6 марта 1827 года).
- Бриллиантовый перстень от императора Николая I (1827).
- Бриллиантовый перстень с вензелем от Императора Николая I за особенное усердие и ревность, оказанные при устройстве Московской Выставки изделий Российских фабрик 1831 года. (13 августа 1831 года).
- Орден Святого Владимира третьей степени (1836 год).
- Бриллиантовый перстень от великого князя Александра Николаевича (будущий царь Александр II) (1837).
- Бриллиантовый перстень от императора Николая I (1837).
- Бриллиантовый перстень от императора Николая I за поднесение Государю императору его сочинения: "Traescant der Altere" (19 февраля 1848 года).
- Орден Святого Станислава первой степени (19 января 1849 года).
- Орден Святой Анны первой степени (февраль 1861 года).

## Сочинения И. Х. Гамеля
- Ответ  на  задачу  о делании  камеди  из  мхов // Труды Вольного Экономического Общества - СПБ, 1807. Стр. 71.
- Ответ  на  задачу  1806 года  о  делании  поташа  из  травных растений // Труды Вольного Экономического Общества - СПБ, 1808. Стр. 87.
- Ответ на 9 задачу, предложенную в 1807 года: О делании камеди из древесных мхов // Труды Вольного Экономического Общества - СПБ, 1809. Стр. 124.
- Описание весьма выгодной Электрической махины // Труды Вольного Экономического Общества - СПБ, 1811. Стр. 1.
- О новоизобретенной черной краске // Труды Вольного Экономического Общества - СПБ, 1813. Стр. 7.
- О желтой краске для крашения домов // Труды Вольного Экономического Общества - СПБ, 1813. Стр. 156.
- Печатание с камня (Lithographia) // Северная почта — СПБ., 1814. — сент. — № 17.
- Dr. Hamel’s Speech at Bristol Auxiliary Bible Society // The Methodist Magazine. — London, 1814. — Vol. XXXVII. P. 313—315.
- Extrait d’une lettre du Dr. Hamel, écrite de Londres à S. E. le Ministre de l’intérieur // Le Conservateur Impartial. — St.-Pétersbourg., 13(25).10.1814. — № 82. — P. 461—462.
- On Pyrophorus, and the making of Potassium // Annals of philosophy; or, magazine of chemistry, mineralogy, mechanics, natural history, agriculture, and the arts. — London, 1815. — Vol. V. — P. 348—351.
- Effects of Supulturic Acid on Agates // Annals of philosophy; or, magazine of chemistry, mineralogy, mechanics, natural history, agriculture, and the arts. — London, 1815. — Vol. V. — P. 396.
- On the Diving-Bell, as a Means for curing Deafness // The philosophical magazine and journal: comprehending the various branches of science, the liberal and fine arts, geology, agriculture, manufactures and commerce. — London, July-December 1816. — Vol. XLVIII. — P. 22 — 24.
- Experiments with Sir H. Davy’s Safe-Lamp // The philosophical magazine and journal: comprehending the various branches of science, the liberal and fine arts, geology, agriculture, manufactures and commerce. — London, July-December 1816. — Vol. XLVIII. — P. 36 — 37.
- Einige Nachrichten Davy’s Sicherheitslaterne, zum Gebrauche in den Kohlenminen, betreffend // Nordische Blätter für die Chemie. — Halle, 1817. — Bd. II. — S. 114—121.
- «L’enseignement mutuel, ou, Histoire de l’introduction et de la propagation de cette méthode par les soins du docteur Bell, De J. Lancaster et D’Autres». — Paris, 1818.
  - «Der gegenseitige Unterricht; Geschichte seiner Einführung und Ausbreitung durch D.r A.Bell, J.Lancaster und andere; Ausführliche Beschreibung seiner Anwendung in den englischen und französischen Elementarschulen , so wie auch in einigen höheren Lehranstalten». — Paris, 1818.
  - «Описание способа взаимнаго обучения по системам Белла, Ланкастера и других, в коем изложены начало и успехи сего способа в Англии, во Франции и в других странах, и подробно изъяснены правила и порядок употребления онаго в училищах». — Санкт-Петербург: типография Императорскаго Воспитательнаго дома, 1820.
- «Описание Тульского оружейного завода в историческом и техническом отношении». — Москва: тип. А. Семена, 1826.
- Предложения к усовершенствованию методов обработки пеньки и льна в России // Журнал мануфактур и торговли. №1 — СПБ, 1826. Стр. 61.
- «Описание изобретенного И. Скиадаром шестометра» — М., 1828.
- «Описание путешествия на Кавказ, предпринятого в 1628 году по приказанию царя Михаила Феодоровича для отыскивания серебряной руды» // «Санкт-Петербургские ведомости» 1829. № 80, с. 441—442; № 81, с. 450; № 83, с. 461—462.
- «О выделке в России железа в исторических и технических отношениях», 1833.
- Uber Cochenille am Ararat und ber Wurzelcochenillen im Allgemeinen — SPb., 1833.
  - «Об араратской кошенили» // Записки Императорской Академии наук. — Москва: тип. С. Селивановского, 1835.
- Tradescant der Aeltere 1618 in Russland. Der Handelsverkehr zwischen England und Russland in seiner Entstehung. Rückblick auf einige der älteren Reisen im Norden. — St.-Petersburg — Leipzig: Eggers und Comp, 1847. — 348 с..
- «Uber das Project: Austern und Hummern… im Finnischen Meerbusen zu zuchten» — SPb., 1852.
- Завещание Традесканта и музеум Ашмоля в Оксфорде // Журн. Министерства нар. просв. — СПб., 1853. — апр. — Вып. LXXVIII, № 4. — С. 31—54..
- Hamel J. England and Russia: comprising the voyages of John Tradescant the Elder, Sir Hugh Willoughby, Richard Chancellor, Nelson, and others to the White Sea. — London: Bentley, 1854. — XI, 422 с.
- «Начало торговых и политических сношений с Англией и Россией» // «Журнал Министерства народного просвещения», 1856, № 2-3.
- «Sebastian Cabots», 1856.
- «Новейшие усовершенствования машин, введенных в Англии и Америке для печатания газет и других периодических изданий» // «Сын Отечества», 1857, № 16.
- «Англичане в России в XVI и XVII столетиях» — Санкт-Петербург: типография Императорской Академии наук, 1865—1869. — 2 т.
- «Исторический очерк электрических телеграфов» — Санкт-Петербург: тип. М-ва вн. дел, 1886.

## Интересные факты
- Латинское название армянской кошенили — Porphyrophora hamelii («порфироносная Гамеля») — дано в честь И. Х. Гамеля[7].